# إرلاند هيلستروم
إرلاند هيلستروم (بالسويدية: Erland Hellström)‏ (16 ديسمبر 1980 في ألمانيا - ) هو لاعب كرة قدم سويدي في مركز حراسة المرمى. لعب مع نادي آسيريسكا ونادي هاماربي لكرة القدم وHammarby IF ‏ ونادي إسكلستونا.

## وصلات خارجية
- إرلاند هيلستروم على موقع اتحاد السويد (السويدية)
- إرلاند هيلستروم على موقع قاعدة بيانات كرة القدم.إي يو (الإنجليزية)